# Младежко театрално студио „Гаргара“
Младежко театрално студио „Гаргара“ е театрална формация в Габрово за младежи на възраст от 17 до 25 години.

## История
Младежко театрално студио „Гаргара“ е създадено през 2009 г. към Народно читалище „Христо Смирненски 1949“ кв. Русевци, Габрово. Негов основател и художествен ръководител е Светослав Славчев, актьор от Драматичен театър „Рачо Стоянов“, Габрово. От 2019 г. Театрална студия "Гаргара" заедно с всички творчески състави се мести към Народно читалище "Будителите 2017" гр. Габрово.

## Мисия на проекта
- Младите хора на възраст между 17 и 25 години да се занимават с нещо смислено, като се научат и да комуникират едни с други;
- Да бъдат запознати в по-голяма степен с театъра като форма на изкуство;
- Да подготвят и представят пред публика постановки;

## Изяви
- Постановка „Аламинут“, представена при откриване на МОЛ Габрово, 2010 г.;
- Постановка по произведения на Чудомир;
- Коледен концерт-спектакъл, 2010;
- Коледна вечер в дома за инвалиди в парк Маркотея, 2010;
- 19 февруари 2011 – премиера на спектакъл-възстановка „Левски, последни стъпки към безсмъртието“;
- 2 април 2011 – I място на Национален конкурс за революционно слово „Оборище – Факел на свободата“ с „Левски, последни стъпки към безсмъртието“ за групово изпълнение във възрастовата категория над 15 години;
- Коледен концерт-спектакъл, 2011;
- 1 април 2012 – „Габровското стъргало“ спектакъл по „Габровски шеги“;
- 12 май 2012 – I място на Национален Конкурс за революционно слово „Оборище – Факел на свободата“ с „Време разделно“ за групово изпълнение във възрастовата категория над 15 години;
- 25 юни 2012 – официална премиера на спектакъла „Време разделно“ по А. Дончев;
- 20 октомври 2012 – III място на Регионален фестивал „Златен Славей“ с възстановка на фолклорен обичай „Нестинари“;
- 27 октомври 2012 – възстановка на „Завръщане на търговци по Димитровден“ в АИР-Боженци;
- 26 декември 2012 – „Коледно Super шоу“ с водещи Нахалия Симеонова и Въци Капцаров;
- 16 юни 2013 – I място на Младежки фолклорен фестивал „Жива вода“ за пресъздаване на обичай „Нестинари“;
- 21 септември 2013 – възстановка „130 години Гарванско училище“;
- 26 декември 2013 – премиера на постановката „Коледна Песен“ по Ч. Дикенс;
- 6 юни 2014 – възстановка „Извеждане на булка“ в АЕК „Етър“;
- 28 юни 2014 – Златен медал и диплом за най-атрактивна група на Национален Събор на Читалищата – Бяла'2014;